# Аландский кризис
Аландский кризис — политический кризис 1917—1921 годов в Финляндии по вопросу государственной принадлежности и статуса Аландских островов. Урегулирован Лигой Наций, принявшей Аландскую конвенцию.

## Причины кризиса
С выходом Финляндского княжества из состава Швеции в результате русско-шведской войны 1808—1809 годов языковые проблемы в Финляндии обострились. Шведский язык продолжал оставаться официальным в управлении и обучении, был фактически языком финноязычной по происхождению элиты княжества, в то время как финский использовался большинством простого народа. Это вызвало т. н. «фенноманию», то есть стремление финнов, главным образом интеллигенции, к расширению использования финского языка и допуску его в сферу управления, в судопроизводство, в школы и университет. Эту точку зрения в основном разделяли и российские власти. Однако это движение породило ответное стремление шведского меньшинства Финляндии к сохранению своих привилегированных позиций. Проживающие в Финляндии шведы считали себя частью единого скандинавского мира, а также выдвигали тезисы о своём расовом превосходстве над финнами. Эти трения вылились в 1917 году, после обретения Финляндией независимости, в противостояние шведской общины Аландских островов и финского правительства.

## Кризис
В 1917 году жители Аланд подали коллективную петицию шведскому королю о включении островов в состав Шведского королевства. Она была одобрена подавляющим большинством жителей общины. Но Финляндия не желала терять стратегически важную территорию и предложила аландцам остаться в составе страны, обещая некоторые права самоуправления. Общину островов, однако, такие условия не устроили. В результате, так как вопрос носил международный характер, островитяне обратились в наиболее влиятельный на тот момент международный орган — Лигу Наций с просьбой включить острова в состав Швеции. Швеция, по соображениям безопасности, была заинтересована в установлении своего контроля над Аландами, но действовала в спорной ситуации довольно неуверенно, тогда как финны проявили значительно больше упорства в территориальном вопросе. В 1920 аландский парламент послал представителей в шведское правительство, чтобы напомнить о желании присоединиться к Швеции. Аландские парламентарии были впоследствии посажены в тюрьму в Финляндии по обвинению в государственной измене, а шведское правительство продолжило с предыдущего столетия осторожную политику нейтралитета, пытаясь достичь по возможности наилучших отношений с соседями.

## Разрешение спора
В июне 1921 Совет Лиги Наций принял окончательное решение по вопросу о статусе Аландских островов. Финляндия сохранила суверенитет над островами, но была обязана гарантировать населению островов сохранение шведского языка, культуры и местных обычаев. В дополнение Финляндия и Швеция подписали договор о том, как эти гарантии должны осуществляться, и одновременно признали нейтралитет Аландских островов. Это решение было признано и населением островов.

## Итоги
Принято считать, что в результате урегулирования кризиса Лигой Наций выиграли все заинтересованные стороны. Финляндия сохранила суверенитет над Аландскими островами, Швеция получила гарантии своей безопасности, а аландцы — долговременные гарантии широкой автономии и сохранения своего языка и культуры. Эти гарантии соблюдаются финским правительством и по сей день. Разрешение кризиса считается в мировой политике прекрасным образцом мирного решения национально-территориальных проблем.